# Laissac-Sévérac-l'Église
Laissac-Sévérac-l'Église è un comune francese del dipartimento dell'Aveyron della regione dell'Occitania.
È stato creato il 1º gennaio 2016 dalla fusione dei preesistenti comuni di Laissac e Sévérac-l'Église.
Il capoluogo è la località di Laissac.